# 万泉镇 (琼海市)
万泉镇是中华人民共和国海南省琼海市下辖的一个镇。

## 行政区划
万泉镇下辖以下村级行政区划单位：
文曲社区、西河村、丹村、文台村、夏坡村、龙头村、博山村、文南村、南轩村、大雅村、沐皇村、加城村、光跃村、罗凌村、新市村、加文村和枫树坡村。